# احتمال تجريبي
الاحتمالية التجريبية (E L) هي طريقة تقدير في الإحصاءات. تتطلب تقديرات الاحتمالية التجريبية عددًا أقل من الافتراضات حول توزيع الأخطاء مقارنة بالطرق المماثلة مثل أقصى الاحتمالات . تتطلب طريقة التقدير أن تكون البيانات مستقلة وموزعة بشكل متطابق (ii d ). يعمل بشكل جيد حتى عندما يكون التوزيع غير متماثل أو خاضع للرقابة [بحاجة لمصدر] . يمكن أن تتعامل أساليب E L مع القيود والمعلومات السابقة على المعلمات. آرت أوين كان رائدا في هذا المجال في ورقته عام 1988.

## إجراء تقدير
يتم احتساب تقديرات E L من خلال تعظيم دالة الاحتمال التجريبية وفقًا للقيود التي تستند إلى دالة التقدير والافتراض التافه بأن أوزان الاحتمال لمجموع دالة الاحتمال هي  يمثل هذا الإجراء:
مع مراعاة القيود
يمكن العثور على قيمة المعلمة theta عن طريق حل Lagrangian :
هناك تشابه واضح بين مشكلة التعظيم هذه والمشكلة التي تم حلها من أجل أقصى إنتروبيا